# 8 голів в одній сумці
«8 голів в одній сумці» (англ. 8 Heads in a Duffel Bag) — кримінальна комедія 1997 року.

## Сюжет
Томмі Спінеллі — найманий вбивця. На замовлення мафії він вбиває вісьмох чоловіків і тепер повинен доставити їхні голови в Нью-Йорк. В аеропорту відбувається плутанина з багажем, і сумка з головами потрапляє до рук закоханої пари. Мафія дає Спінеллі два дні на те, щоб він знайшов пропажу, і Томмі змушений мчати за закоханими і своєю сумкою в Мехіко.

## У ролях
| Актор            | Роль                  |
| ---------------- | --------------------- |
| Джо Пеші         | Томмі                 |
| Крісті Свенсон   | Лорі Беннет           |
| Девід Спейд      | Ерні                  |
| Джордж Гамільтон | Дік Беннетт           |
| Дайан Кеннон     | Аннет Беннетт         |
| Енді Комо        | Чарлі                 |
| Тодд Луїсо       | Стів                  |
| Ентоні Мангано   | Ріко                  |
| Джо Базіле       | Бенні                 |
| Ернестіна Мерсер | Ферн                  |
| Френк Роман      | Пако                  |
| Говард Джордж    | Великий Сеп           |
| Том Платц        | голова Гуго           |
| Ендре Гулес      | голова Марті          |
| Келвін Левелс    | голова Джамала        |
| Джон Зурло       | голова Маленького Джо |
| Роджер Кобра     | голова Френка         |
| Джефф Сандерс    | голова Ісаї           |
| Рік Сарабіа      | голова Беніто         |
| Тоні Монтеро     | голова Стю            |
| Майкл Гро        | погана голова Френка  |